# Linia kolejowa 17 Szombathely – Nagykanizsa
Linia kolejowa Szombathely – Nagykanizsa – linia kolejowa na Węgrzech. Jest to linia jednotorowa, w całości nie  zelektryfikowana. Łączy Szombathely z Nagykanizsa.